# 襄陽道
襄陽道（襄阳道、鄖襄道、安襄鄖荊道）是湖北省的一个行政区，兼水利，駐襄陽。

## 历史沿革
分守安襄鄖荊兵備道一員，駐襄陽府。按此職原於明之分守下荊南道，原駐鄖陽，雍正六年(1728年)改稱襄陽道，移駐襄陽，轄襄陽、鄖陽二府，雍正十三年 (1735年)兼轄安陸府，乾隆五十六年(1791年)增轄荊門直隸州，定名為分守安襄鄖荊道。
民國2年（1913年）1月17日改名鄂北道，民國3年（1914年）5月23日改設。道尹為要缺，二等。駐襄陽縣（今湖北省襄陽市漢江南岸襄城區）。轄襄陽、鍾祥、京山、潛江、天門、荊門、當陽、遠安、宜城、南漳、棗陽、穀城、光化、均縣、鄖縣、房縣、竹谿、竹山、保康、鄖西20縣。民國10年（1921年）8月，荊門、當陽、遠安3縣劃屬荊宜道，轄縣縮減為17縣。民國15年（1926年）廢。